# Breonia chinensis
Breonia chinensis là một loài thực vật có hoa trong họ Thiến thảo. Loài này được (Lam.) Capuron mô tả khoa học đầu tiên năm 1973.